# Ratyczów
Ratyczów – wieś w Polsce położona w województwie lubelskim, w powiecie tomaszowskim, w gminie Łaszczów.
W latach 1975–1998 miejscowość administracyjnie należała do województwa zamojskiego.
Wieś stanowi sołectwo gminy Łaszczów. Według Narodowego Spisu Powszechnego z roku 2011 wieś liczyła 229 mieszkańców.
Wierni Kościoła rzymskokatolickiego należą do parafii Świętych Apostołów Piotra i Pawła w Łaszczowie.

## Historia
Ratyczów (dawniej nazywany także Raticzew), po raz pierwszy wieś wzmiankowana została w roku 1424. Po roku 1431 weszła w posiadanie rodu Zbrożków herbu Jasieńczyk. W okresie 30 lat swej aktywności gospodarczej Mikołaj Zbrożek wojski bełski zgromadził w swoim posiadaniu ogółem 13 wsi między innymi: Krzewica, Ratyczów, Worochta, Przemysłów, Szlatyn, Łubcze, Chorobrów, a w latach 1487–1488 części po Uhrynowskich. Ratyczów przejął w 1469 roku.

W roku 1491 Mikołaj przekazał swoje dobra synowi Pawłowi w tym Ratyczów, Żerniki pozostały ośrodkiem włości rodowych. W wieku XVI majątek Zbrożka uległ rozdrobnieniu.
W 1564, wraz z Żernikami przeszedł Ratyczów do Andrzeja, Hieronima i Stanisława Żulińskich. Było tu wówczas 4,75 łana (79, 8 ha) gruntów uprawnych. Od 1782 r. Ratyczów należał do Bramińskich, do nich jeszcze w 1846 r. W 1880 r. wieś była w posiadaniu rodu Świeżawskich.
W drugiej połowie XIX wieku Ratyczów stanowił wieś z folwarkiem w powiecie tomaszowskim, gminie Czerkasy, parafii łacińskiej Łaszczów dla obrzędu wschodniego w Żernikach, odległy 24 wiorst od Tomaszowa. W roku 1885 posiadał 44 domów 267 mieszkańców (10 wyznania rzymskokatolickiego). We wsi był młyn i staw, ludność trudniła się rolnictwem.

Folwark Ratyczów należał do dominium Żerniki (Świeżawskich). Cerkiew tutejsza o której historii niewiele wiadomo, była filialną do parafii Żerniki. Budynek znany jeszcze w początkach XX wieku pochodził z 1837 r.
Spis ludności z r. 1921 wykazał 51 domów we wsi oraz 168 mieszkańców, w tym Ukraińcy stanowili 130 osób.